# Warszewiczia ambigua
Warszewiczia ambigua är en måreväxtart som beskrevs av Paul Carpenter Standley. Warszewiczia ambigua ingår i släktet Warszewiczia och familjen måreväxter.
Artens utbredningsområde är Peru. Inga underarter finns listade i Catalogue of Life.